# BattleForge
BattleForge (от англ. battle — «битва» и англ. forge — «кузница») — компьютерная игра в жанре MMORTS, выпущенная студией EA Phenomic под издательством Electronic Arts. Для игры требуется соединение с Интернетом. Игра была закрыта 31 октября 2013 года.

## Игра
Как только игрок запустил игру и создал персонажа, игра направляется в два «русла» — PvE (игрок против окружения) и PvP (игрок против игрока). PvE обычно используется для обучения, или «накачки». PvP же действует иначе. Игроку находят противника того же уровня, но если это невозможно, начинают снимать некоторые ограничения. Всего в игре четыре «стороны» — Огонь, Мороз, Тень и Природа. Игра за каждую сторону отличается: если воины Огня заточены под прямолинейную атаку, то Мороз просто идеально подходит для игроков, любящих обороняться, Природа полагается на заклинания контроля, а Тень на использование способностей у войск.
Врагами на PvE картах выступают три различные фракции — Сумрак, Бандиты и Каменнорождённые.
Карты, на которых происходит битва с ИИ, разделяются на несколько типов и могут быть рассчитаны на 1 игрока, на 2 игроков, на 4 игроков и на 12. Бои с живыми людьми происходят в формате 1 на 1, 2 на 2, 3 на 3. Зоны для сражений PvP две — спарринг-зона (нерейтинговый PvP) и дуэльная зона (рейтинговый PvP).
Также разработчики регулярно выпускают новые карты для PvP и PvE — режимов и даже новые кампании. Первое крупное дополнение к игре — «Отступническое издание», добавляющее в игру новые карты — Каменнорождённых и Бандитов, которые ранее выступали только в качестве оппонентов в PvE — режиме. Добавлена новая фракция противников — потерянные души.

## Free-to-play
Компания разработчик 26 мая 2009 года ввела систему Free-to-play, позволяющая любому скачать клиент игры из Интернета. При этом игра открыта полностью, но персонаж создаётся без BattleForge очков. Для получения очков нужно купить диск с игрой и ввести уникальный код, либо купить очки на официальном сайте или у дистрибьютера.

## Особенности
В отличие от других RTS здесь нет строительства базы, казарм и прочего. Вы выбираете армию до боя (составляете «колоду»), а «тумана войны» (в PvP) тут и вовсе нет. Для боя имеется до двадцати карт (отрядов, зданий, заклинаний), и поэтому нужно с умом рассчитать преимущества той или иной карты. Но главное то, что в режиме PvP игрок не знает, какую карту противник припрятал в рукаве. Отряды делятся на 4 размера: маленький (S), средний (M), большой (L) и гигантский (XL). Каждая карта имеет три уровня улучшений, которые можно купить за токены, заработанные в PvP сражениях, или заработать в миссиях с ИИ. Карты также имеют заряд, начиная с первого уровня улучшения. Заряд можно получить имея две, три или четыре повторяющихся карт. Действует это примерно так: У игрока есть карта X и вызвать её подряд можно Y раз. Но с той же самой картой X (зарядом) можно вызвать 2Y раза. Имея три карты X — 3Y раза. Имея четыре карты X — 4Y раза. Например, карта Шаман (одна сфера природы). При стандартном уровне заряда можно без перезарядки вызвать 4 шамана подряд, а имея 2 уровень заряда можно вызывать 8 шаманов подряд без перезарядки и т. д.

## Фракции
Все карты (юниты, здания, заклинания) делятся на 4 основных фракции и 4 гибридных, каждой из которых присущи свои особенности.
- Огонь

Огонь является атакующей стихией. Юниты обладают высоким уроном и стоят относительно дешево. Заклинания несут разрушение и огромный урон. В обороне огонь не силён. Юниты обладают слабыми показателями здоровья, а здания у огня не столь эффективны как у других фракций. У огня хорошее соотношение качество юнитов/стоимость энергии.
- Мороз

Мороз является оборонительной стихией, за счёт высоких жизненных показателей у войск и сооружений. Мороз способен чинить строения с помощью других зданий, специальных юнитов и даже заклинаний, ускорять постройки сооружений до почти мгновенных, а также обладает возможностью обеспечивать союзные войска и постройки частичной, и даже непробиваемой защитой. С помощью заклинаний и некоторых юнитов, способных замораживать вражеские отряды, мороз сдерживает противника не давая ему атаковать в полную силу. Однако в атаке мороз не столь хорош. Многие юниты мороза медленные, в частности мороз — единственная фракция не обладающая быстрым юнитом на первой сфере, что делает его малоэффективной фракцией для PvP сражений. Мороз идеален для PvE заданий в Кампании за счёт низкой стоимости юнитов и их пригодности для обороны.
- Природа

Природа является фракцией поддержки. Обладает разнообразными полезными способностями, например лечить союзников, усыплять и даже подчинять противников, а кроме того это единственная стихия имеющая систему туннелей, позволяющую быстро перебрасывать юнитов из одной точки в другую. Также у природы некоторые юниты и здания имеют корневую систему — особое умение при использовании которого у стоящих близко друг к другу юнитов/зданий, обладающих данной способностью, появляются хорошие бонусы (+ к урону, + защите, + к регенерации HP и т. д.). У природы самые дорогие по количеству энергии юниты, здания, заклинания, что является основным минусом Природы. Природа одинаково подходит как для обороны, так и для атаки.
- Тень

Тень является одной из самых нестандартных фракций в игре. Задача тени обращать силу противника против него самого. Для этой фракции потеря своих юнитов является частью игры, она использует тела погибших юнитов, как своих так и чужих, для самых разнообразных целей, в частности: возвращение утраченной энергии, призыв армии скелетов, создания бомбы и т. п. Юниты тени самые дешевые во всей игре, и при этом очень эффективны, но эффективность заключается в особых умениях юнитов, которые могут на время сделать отряд невероятно опасным противником, но по истечении положительного эффекта наступает эффект отрицательный, от потери боевой эффективности на определённый промежуток времени, до смерти. Тень является универсальной фракции (в зависимости от того, чего хочет сам игрок) — она может быть и атакующей, и оборонительной, и поддерживать союзников своими заклинаниями. Тень особо подходит для PvP сражений, но и в PvE она не уступает остальным фракциям.
- Каменнорождённые

Сочетают в себе особенности природы и мороза, в частности некоторые юниты и даже здания способны лечить друг друга. От мороза досталась высокая эффективность сдерживания противника, в частности многие юниты и постройки могут замораживать или отбрасывать вражеские силы. Все отряды и здания обладают пассивным бонусом поглощающим 15 % получаемых повреждений.
- Бандиты

Сочетают особенности тени и огня. От огня досталась высокая атакующая эффективность, от тени интересные способности и умения, а также пассивный бонус переводящий 15 % урона в здоровье.
- Сумрак

Сочетает в себе огонь и природу. От огня досталась высокая атакующая эффективность. Сказать что-то конкретное про наследственность от природы сложно. Все юниты сумрака обладают способностью к мутации, которая позволяет мутировать одного юнита из колоды в другого с аналогичным показателем сфер прямо на поле боя.
- Потерянные души

Сочетают способности тени и мороза. Все юниты обладают способностью которая после использования гарантирует, что после смерти юнита появится его призрак с аналогичными показателями, но который будет жить лишь 30 секунд.

## Издания карт

### Издание первое: Сумрак
Первое издание содержит двести игровых карт, по пятьдесят карт на каждую фракцию, состоящую из ста карт существ, сорока восьми карт зданий и пятидесяти двух карт заклинаний.

### Издание второе: Отступник
18 июня 2009 года было объявлено о работе над первым крупным дополнением — «Отступник». Оно должно было выйти 25 августа. Разработчики предложили всем участвовать в открытом бета-тесте. В результате шквала критики со стороны игроков выход издания был отложен до 1 сентября. Главным нововведением игры оказались карты с двойными способностями (оттуда же неточность в афишах выхода игры — писалось то о 60 картах, то о 120). Многие игроки получили промокарту «Вороново сердце».

### Издание третье: Потерянные Души
Новое издание изначально планировалось на 28 января, но несколько раз переносилось, сначала на 1 февраля потом на 4, и в итоге вышло 9 февраля. Изменена система заклинаний контроля и система корней у природных карт, добавлены мелкие изменения управления юнитами, приближающие управление к стандартному для rts. Добавлены шестьдесят новых карт, каждая из которых имеет две вариации. Игровыми стали фракции сумрак и потерянные души.

### Издание четвёртое: Амии
Последнее, на данный момент, издание. Ввод в игру карт нового издания, осуществлялся в течение 2010—2011 года в виде готовых колод, которые продавались во внутри игровом магазине. Так что к моменту официального релиза (лето 2011 г.), многие игроки уже имели на руках практически всё издание. Содержание данного сета подверглось обширной критике, со стороны игрового сообщества, за безыдейность и бесконечные самоповторы.

## Оценки
| Сводный рейтинг       | Сводный рейтинг |
| Агрегатор             | Оценка          |
| --------------------- | --------------- |
| GameRankings          | 73,93 %         |
| Game Ratio            | 73 %            |
| Metacritic            | 75/100          |
| MobyRank              | 79/100          |
| TopTenReviews         | 2,925/4         |
| Иноязычные издания    |                 |
| Издание               | Оценка          |
| Eurogamer             | 6/10            |
| GameSpot              | 8/10            |
| IGN                   | 6,6/10          |
| PC Gamer (US)         | 81 %            |
| Русскоязычные издания |                 |
| Издание               | Оценка          |
| «PC Игры»             | 8,5/10          |
| «Игромания»           | 7/10            |
| «ЛКИ»                 | 8,8/10          |
| «НИМ»                 | 8/10            |
| «Страна игр»          | 9/10            |

В основном игра была оценена специализированными изданиями довольно высоко — на уровне 75—85 %.